# Gwangju-Fußballstadion
Das Gwangju-Fußballstadion (koreanisch 광주축구전용구장) ist ein Fußballstadion in der südkoreanischen Stadt Gwangju. Die Anlage wurde ursprünglich als Gwangju-World-Cup-Ersatzstadion erbaut, welches neben dem Gwangju-World-Cup-Stadion steht. Umgebaut wurde das Stadion aufgrund des DGB Daegu Bank Park in Daegu, welches sich nach seiner Eröffnung großer Popularität erfreute. Umgebaut wurde das Stadion zwischen 2019 und 2020, wobei das Mehrzweckstadion in ein reines Fußballstadion umgebaut wurde. Dabei hat man eine neue Haupttribüne- sowie Stahlrohr-Tribünen auf den Gegengeraden errichtet. Offiziell eröffnet wurde das Stadion am 30. Juni 2020. Das Fußball-Franchise Gwangju FC nutzt seit dem 25. Juli 2020 das Stadion als Heimspielstätte.

## Galerie

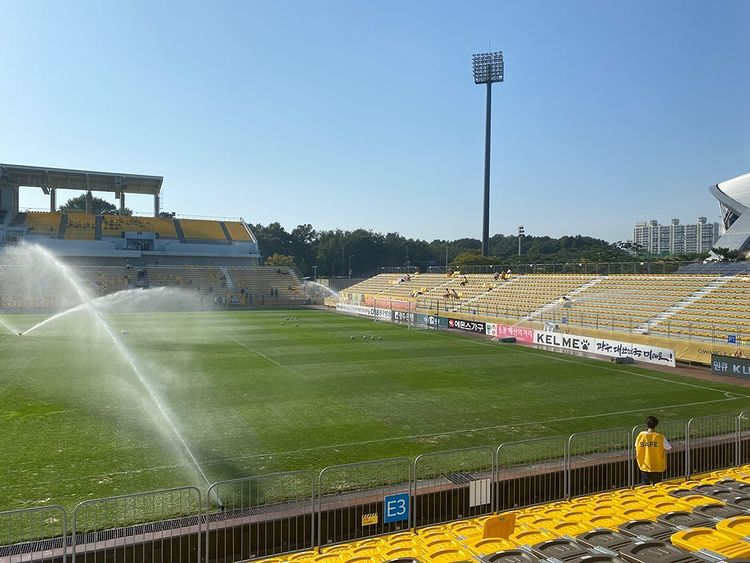
Rechte Seitentribüne
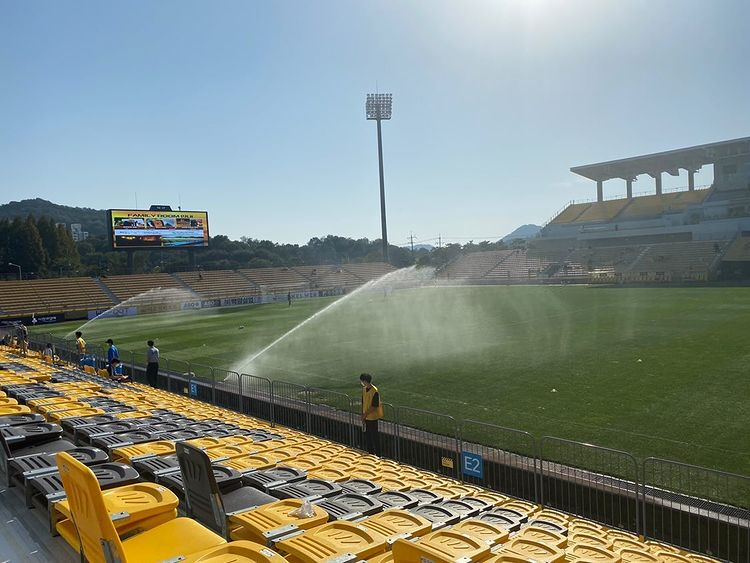
Linke Seitentribüne